# اریش کایزر-تیتز
اریش کایزر-تیتز (آلمانی: Erich Kaiser-Titz؛ ‏ ۷ اکتبر ۱۸۷۵ – ۲۲ نوامبر ۱۹۲۸) بازیگر اهل آلمان بود. وی بین سال‌های ۱۹۱۱ تا ۱۹۲۸ میلادی فعالیت می‌کرد.
از فیلم‌ها یا برنامه‌های تلویزیونی که وی در آن نقش داشته‌است، می‌توان به افسانه‌های هافمن، پسر هانیبال، ویلیام تل اشاره کرد.